# Acasis appensata
Acasis appensata là một loài bướm đêm thuộc họ Geometridae. Nó được tìm thấy ở khắp hầu hết miền Cổ bắc.
Sải cánh dài 21–23 mm.
Ấu trùng ăn Actaea spicata.

## Phụ loài
- Acasis appensata appensata
- Acasis appensata baicalensis (Bang-Haas, 1906)